# Pyramide de Cassini
Pour les articles homonymes, voir Cassini.
La pyramide de Cassini est une mire bâtie à Villejuif en 1742 par Jacques Cassini, de pair avec la pyramide de Juvisy, pour mesurer le méridien terrestre et servir de point de départ à sa carte de la France. Elle a été inscrite aux monuments historiques par arrêté du 29 octobre 1928,.
Elle fut érigée par Cassini, son fils César, et l’astronome Nicolas-Louis de Lacaille, sur commande du roi Louis XV.